# Perdón

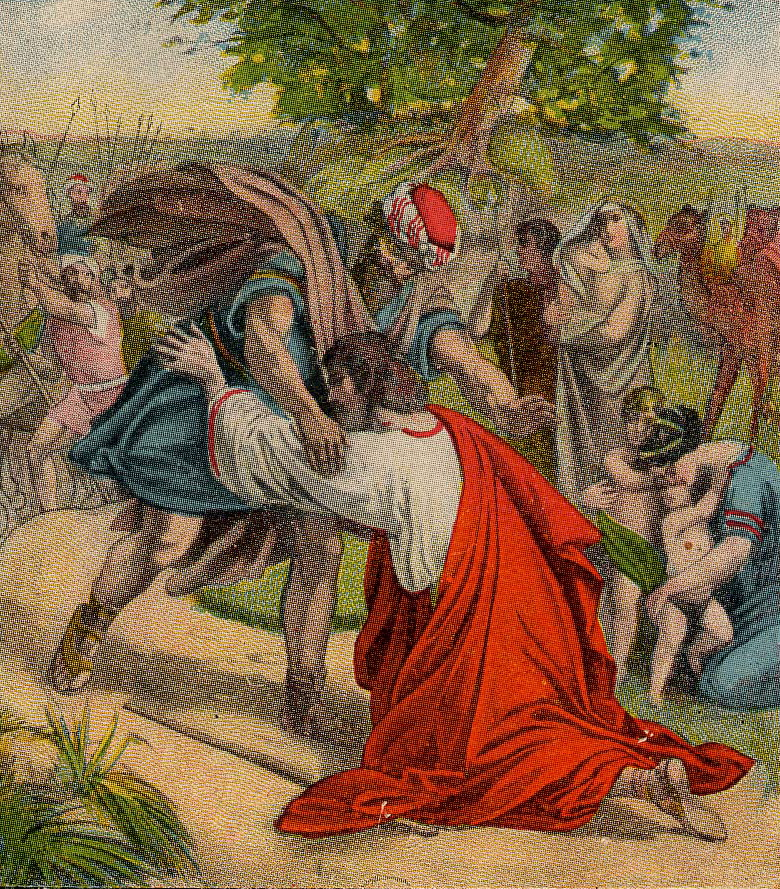
Perdona y serás perdonado, reconciliación de Jacob y Esaú en Génesis 33, ilustración de una tarjeta bíblica publicada por Julius Schnorr von Carolsfeld.

De acuerdo con la Real Academia Española, las palabras perdón y perdonar provienen del prefijo latino per y del verbo latino donāre, que significan, respectivamente, "pasar, cruzar, adelante, pasar por encima de" y "donar, donación, regalo, acto de bondad, obsequio, dar (si procede de la palabra donum), y "hasta que se cumpla el tiempo (estipulado)" (si procede de la palabra donec), lo cual implica la idea de una condonación, remisión, cese de una falta, ofensa, demanda, castigo, indignación o ira, eximiendo al culpable de una obligación, discrepancia o error.

## Elementos del perdón
La acción de perdonar conlleva la existencia de las siguientes situaciones o hechos:

1. Existencia de una ofensa de cualquier tipo;
2. Conocimiento de la ofensa por el ofendido, por la "confesión" del propio ofensor o por otros medios;
3. El perjudicado por la ofensa se siente ofendido;
4. Se modifica la actitud del ofendido hacia el ofensor (resentimiento, situación de enfado);
5. (eventualmente) conocimiento por el ofensor de la afectación de las relaciones entre ofensor y ofendido;
6. (eventualmente) el ofensor siente y/o manifiesta su vergüenza y/o arrepentimiento;
7. (eventualmente) el ofensor reconoce su error y culpa y/o solicita el perdón y/o da una satisfacción al ofendido para hacerse merecedor del perdón;quien pide perdón reconoce ante sí mismo su propio error y culpa, vence su orgullo ante el ofendido, y le solicita la gracia del perdón; sin embargo se arriesga a haber reconocido la culpa o responsabilidad para eventualmente no recibir el perdón solicitado.
8. El ofendido decide perdonar al ofensor, y, (eventualmente) se lo comunica expresa o tácitamente.[cita requerida]

## Factores que facilitan la obtención del perdón
Aunque el ofendido es teóricamente libre de perdonar o no, y el perdón es por tanto en teoría un acto graciable que no puede ser exigido, de hecho aumentan para el ofensor las posibilidades de ser perdonado:
- cuando el ofensor explicita su pesar o arrepentimiento, 
- cuando ha solicitado el perdón, sobre todo si se lo hace públicamente,
- cuanto menos grave fuera la ofensa,
- cuando se ha compensado al ofendido por el daño, 
- cuanto más importante sea su relación con el ofensor, 
- cuando el ofensor manifiesta su ánimo de enmienda,
- cuando el ofendido considera el acto de perdonar como una obligación moral o religiosa.
En ocasiones el perdón puede ser facilitado a través de intervenciones psicológicas específicas.
[cita requerida]

## Tipos de perdón
- Perdón pleno/parcial: En el perdón pleno, el perdonante "perdona y olvida", es decir, no solo decide no odiar al perdonado, sino que recupera la relación de confianza o amor con el perdonado, como si la ofensa no hubiera tenido lugar. En el perdón parcial, el perdonante decide no odiar al perdonado por la ofensa recibida, pero no se recomponen totalmente las relaciones preexistentes.

- Perdón  condicional/incondicional: En el perdón condicional, el perdonante subordina algunos o todos los efectos del perdón al seguimiento por parte del perdonado de ciertas reglas de conducta o al cumplimiento de cualquier otro tipo de condición.

- Perdón expresado/no expresado: El perdonante puede optar por comunicar expresamente al perdonado la concesión del perdón, o bien por hacérselo ver por hechos más o menos concluyentes, o bien optar por no comunicarle de modo alguno la concesión del perdón.

- Perdón espontáneo/solicitado: El perdón solicitado es el que se produce tras la petición de disculpas del ofensor, el espontáneo tiene lugar sin tal petición.

- Perdón humano/divino: Según quién sea quien perdona, Dios o el ofendido, el perdón será divino o humano.

## Concepciones religiosas, espirituales o filosóficas del perdón

### Judaísmo
En la Torá, el perdón es un mandamiento divino, una Mitzvá que prohíbe la venganza y guardar resentimiento o rencor. En el judaísmo, es d's quien puede perdonar (no un cura o rabino) a la persona que esté sinceramente arrepentida y que está dispuesta a reparar el daño o la ofensa cometida a otro. El perdón para el judaísmo consta de tres niveles: selijá (decisión de acabar con el dolor), mejilá (arrancar el dolor y dejar de culpar a otros) y kapará (reemplazar la negatividad por amor).
El Yom Kipur, o día del Perdón se celebra el 10 de Tishrei, 10 días después del Año Nuevo. Es la festividad más solemne y respetada del calendario judío. Este día se inicia como todas las fiestas judías la tarde del día anterior. Se observa un ayuno riguroso, es un día que se dedica a la plegaria y al arrepentimiento por las faltas cometidas durante el año, esperando el perdón de d's, que ha de perdonar a todos quienes se arrepienten sinceramente. Se reflexiona sobre los errores cometidos y cómo ser mejor persona el año siguiente.
Pero no alcanza con el arrepentimiento. A diferencia de la religión católica, en la cual el cura perdona mediante la confesión del feligrés, el judío debe pedir perdón a las personas que ofendió y Dios puede perdonarlo después de haber pedido perdón al ofendido y si el arrepentimiento es sincero. No se puede pedir perdón a Dios antes de haberlo hecho con las personas ofendidas.

El hombre es responsable por sus acciones. Si hizo algo indebido tiene la responsabilidad de reconocerlo, arrepentirse de ello, resolver nunca más volver a repetirlo, confesarlo al agredido y pedir perdón por ello. Si lo hace con sinceridad, d's le perdona. Pero hay un detalle importante: D-os no perdona lo que uno hizo contra el prójimo hasta que no lo arregle primero con el prójimo. O sea, cuando uno agrede al prójimo hay, de hecho, una doble agresión: una contra el prójimo y otra contra D-os quien había prohibido agredir al prójimo. Recién después que uno restituye al daño realizado y logra procurar el perdón del prójimo es que d's le perdona por la agresión contra Él.

A medida que Yom Kippur se acerca, pensemos a quien debiéramos llamar para pedir perdón, y encontremos la fuerza para perdonar a aquellos que pueden habernos herido y comencemos el año limpios y libres.

En Génesis 45,4 se ensalza la conducta de José, al perdonar a sus hermanos: 

Entonces José dijo a sus hermanos: -Acercaos a mí, por favor. Ellos se acercaron, y él les dijo: -Yo soy José vuestro hermano, el que vendisteis para Egipto. Ahora pues, no os entristezcáis ni os pese el haberme vendido acá, porque para preservación de vida me ha enviado Dios delante de vosotros. Apresuraos, id a mi padre y decidle: "Así dice tu hijo José: ’Dios me ha puesto como señor de todo Egipto. Ven a mí; no te detengas. Habitarás en la zona de Gosén, y estarás cerca de mí, tú, tus hijos, los hijos de tus hijos, tus rebaños, tus vacas y todo lo que tienes.  Allí proveeré para ti, pues todavía faltan cinco años de hambre; para que no perezcáis de necesidad tú, tu casa y todo lo que tienes.
Génesis 45:4-11

Pero José les respondió: -No temáis. ¿Estoy yo acaso en el lugar de Dios? Vosotros pensasteis hacerme mal, pero Dios lo encaminó para bien, para hacer lo que vemos hoy: mantener con vida a un pueblo numeroso. Ahora pues, no tengáis miedo. Yo os sustentaré a vosotros y a vuestros hijos. Así les confortó y les habló al corazón."
Génesis 50:19-21

A veces, yo decido, contra una nación o contra un reino, arancarlo, destruirlo o aniquilarlo, pero si esa nación contra la que he hablado, se convierte de su iniquidad, también yo me arrepiento del castigo que iba a ponerle
Jeremías 18, 7

Para obtener el perdón divino, el AT exige: 
- el reconocimiento y confesión de los pecados (2 Crónicas 7,14, Nehemías 9,2-37, J1)eremías 18,7-11), con sinceridad (Isaías 58, 3-10)
- penitencia, en forma de sacrificios o ayuno (Levítico 5 n.º 15, 22.28, Samuel 12, 13-16)o limosna (Daniel 4, 24,; Tobías 4,7-1

### Cristianismo

#### El perdón en el Nuevo Testamento
En el NT, Dios es misericordioso  y perdonarse los unos a los otros se considera un imperativo moral, pues el perdón a quienes nos ofenden y nos odian es uno de los mayores ejemplos de amor al prójimo;  las referencias al perdón entre los hombres abundan en el Nuevo Testamento, que recomienda poner la otra mejilla y amar a nuestros enemigos: 
Jesús recomendó perdonar "setenta veces siete" (Mateo 18:22), es decir, no cansarse de perdonar.

Rembrandt – “El Regreso del Hijo pródigo"

La Parábola del hijo pródigo enseña las diferencias del perdón entre los seres humanos y su analogía con Dios como perdonador, para quienes buscan de su perdón.

### Iglesia católica
Santo Tomás de Aquino, impresionado con la oración a menudo por él mencionada y que es la oratio de la misa del X domingo después de Pentecostés, que dice:"Deus qui omnipotentiam tuam parcendo maxime manifestas" "Oh Dios que manifiestas tu omnipotencia sobre todo por el perdón..."), afirma que "el perdón de Dios configura un poder superior al hecho de crear los cielos y la tierra".
Las oraciones más importantes para el cristianismo, el "Kyrie Eleison", el "Credo" de la Iglesia católica y el tradicional "Padrenuestro" mencionan el perdón de las ofensas y de los pecados. En el "Credo" se dice, hacia el final: "Confieso que hay un solo bautismo para el perdón de los pecados".
En el Padrenuestro se recogen estas palabras: perdona nuestras ofensas como también nosotros perdonamos a los que nos ofenden.
El pecado es una ofensa a Dios, que por tanto también tiene algo que perdonar, a través del sacramento de la confesión o penitencia. A través de los sacerdotes se obtiene el perdón divino por medio de la llamada "absolución". La Iglesia católica sostiene esta capacidad del sacerdote en las palabras que el evangelio pone en boca de Jesús: "Recibid el Espíritu Santo. A quienes perdonéis los pecados, les quedan perdonados. A quienes se los retengáis les quedan retenidos" (Jn 20, 23). 
La Biblia destaca mucho más como obligación religiosa perdonar que pedir perdón.

### Budismo
En el Budismo, el perdón se concibe como una práctica para prevenir pensamientos dañinos que puedan alterar nuestro bienestar mental.
El budismo reconoce que los sentimientos de odio y rencor dejan un efecto duradero en nuestra karma. De hecho, el budismo promueve el cultivo de pensamientos que dejen una sensación sana- 
"En la contemplación de la ley kármica somos conscientes de que no hay razón para buscar venganza pero practicando el metta y el perdón, puesto que el agresor es, realmente, el más desafortunado de todos".  
Cuando surge el resentimiento, la visión budista tiene un proceder tranquilo hacia su dispensación buscando la causa desde su raíz, este se centra en la liberación del sufrimiento y el engaño, por medio de la meditación recibiendo con ella entendimiento de su naturaleza.
El Budismo cuestiona la realidad de las pasiones que hacen posible el perdón y los objetos de esas pasiones.
"si no perdonamos, continuamos creando una identidad alrededor de nuestro dolor, y esta es la que renace continuamente, esta es la que sufre."
El Budismo pone mucho énfasis en los conceptos de Mettā (tierna amabilidad), karuna (compasión), mudita (gozo compasivo), y upekkhā (ecuanimidad), como medios para evitar el resentimiento en primer lugar.
Esas reflexiones son usadas para el contexto del sufrimiento en el mundo, tanto el nuestro como los demás.
En respuesta del 9/11, Ajahn Jayasaro, un monje budista, les recordó a sus alumnos, "cuando le damos una consideración seria a nuestra compañía en el nacimiento, entrados en edad, en enfermedad, y muerte con los demás seres en la tierra, nos da un una nueva perspectiva...."

### Islam
De Dios (Alá) se predica constantemente que es El Clemente, El Misericordioso (al-Rahman al-Rahim). El Corán, la Escritura de los musulmanes, deja claro que Dios castiga, pero también perdona. El islam enseña que Dios es "el misericordioso", y la fuente original de todo perdón. El perdón frecuentemente requiere el arrepentimiento de quienes han de ser perdonados. Dependiendo del tipo de error cometido, el perdón puede provenir directamente de dios, o del ofendido. En el caso del perdón divino, la petición de tal perdón y el arrepetimiento es relevante; en el caso del perdón humano, es importante tanto perdonar como ser perdonado. 
El libro fundamental del Islam, el Corán, enseña que solo hay un pecado que Dios no perdona, la asociación de otros dioses a Dios (politeísmo) si se mantiene hasta la muerte, pero sí perdona a quien vuelve a Dios e implora sinceramente perdón y abandona la adoración de los demás dioses (Corán 4:116) 
El Corán recomienda insistenteente pedir. Dios perdón por los pecados: "…e implorad el perdón de Al-lah. Ciertamente Al-lah es Absolvedor, Misericordioso." [Corán 2:199];  "Y os exhorta a que pidáis perdón a vuestro Señor y os arrepintáis."  [Corán 11:3];; "Quien obre mal o cometa iniquidad y luego pida perdón a Al-lah, encontrará que Al-lah es absolvedor, misericordioso." [Corán 4:110]. El Profeta Nuh (Noé) dijo a su gente "Implorad el perdón de vuestro Señor, pues es remisorio". [Corán 71:10]. También el Profeta Saleh dijo:  "¿Por qué no pedís perdón a Allah para que se os tenga misericordia?"[Corán 27:46]. El Profeta Shu’aib dijo "Pedid perdón a vuestro Señor y arrepentíos, ciertamente mi Señor es misericordioso, afectuoso" [Corán 11:90].“Quienes controlan su cólera y perdonan a los hombres, sepan que Allah ama a los benefactores” (3:134); “perdona [las faltas de los hombres] con un perdón generoso” (15:85); “quien perdone [a su enemigo] y haga las paces, su recompensa es asunto de Dios –pues, ciertamente, Él no ama a los malhechores.” (42:40). “Sabed que [Allah recompensará a quien por tener entereza y resolución es paciente y sabe perdonar” (42:43). "[¡Oh, Muhammad!] Ante todo, elige perdonar, ordena el bien y apártate de quienes se comportan contigo en forma ignorante.” (Corán 7:199)
Cuando alguien se convierte al islam, Dios le perdona todos sus pecados y malas acciones previas. Un hombre llamado ‘Amr llegó donde Mahoma, y le dijo: “Dame tu mano derecha para que pueda jurarte lealtad”. Mahoma estiró su mano derecha, entonces ‘Amr retiró la suya. Mahoma le dijo: ¿Qué sucede ‘Amr? El respondió: “tengo una condición”. Mahoma pregunto: “¿Que condición pretendes?” ‘Amr dijo. “Que Dios perdone mis pecados”. Mahoma le dijo: “¿Acaso no sabes que al abrazar el Islam se borran todos tus pecados anteriores?”.
Aunque en ciertas ocasiones el Corán autoriza el ataque a los infieles (por ejemplo 9:12), como norma general se interpreta que se refiere a ataques de autodefensa. Cuando es posible, el Corán aclara que es mejor perdonar que atacar. El Corán describe a los creyentes (musulmanes) como aquellos que "evitan pecados y el vicio, y cuando son ofendidos perdonan" (42:37. El Corán, aunque acepta que un justo castigo es razonable, afirma que "quienes perdonan y mantienen la corrección son recompensados por Dios" (42:40). 
Sin embargo, "No corresponde que el Profeta ni los creyentes pidan perdón por los idólatras aunque se trate de sus parientes, después de que se evidenció que ellos serán castigados en el Infierno". [Corán 9:113] 
En a llamada "noche del perdón" (Laylat al-Barh), que se celebra el décimo quinto día del octavo mes, Dios determina el destino de cada persona para el siguiente año. La gente se perdona los pecados mutuamente y pasa la noche en oración.
Para ser perdonado por Dios, el Corán exige tres requisitos: 
1. Reconocimiento de la ofensa ante uno mismo y ante Dios
2. Proponerse no repetir la ofensa
3. Pedir a Dios el perdón

## Perdón en el ámbito jurídico
Por perdón, en el ámbito jurídico pueden entenderse tres cosas bien distintas: 
- El perdón del ofendido por un delito o falta penales
- El perdón de las deudas, técnicamente llamada "condonación"

- El perdón de las penas concedido discrecionalmente por el Estado, por medio del llamado "indulto"

### El indulto
La facultad de castigar y perdonar se ha considerado tradicionalmente como una de las prerrogativas esenciales del soberano, y, como muestra de civilización, como contraria a una carácter justiciero o vengativo del poder y como muestra de "clemencia", que evitaría añadir al mal causado por el delito el mal causado por la pena. El indulto (también conocido como perdón) es una causa de extinción de la responsabilidad penal, que supone el perdón de la pena. Lo concede un poder soberano, como un rey o jefe de Estado (hoy en día, lo conceden en realidad los gobiernos, aunque formalmente lo haga el jefe del Estado en la mayoría de los países). El perdón es diferente a la amnistía, que supone renunciar a perseguir el delito; solo puede indultarse a quien ya ha sido condenado, en cambio puede amnistiarse a quien no lo ha sido. Hoy en día, el perdón y el indulto se conceden en muchos países cuando los individuos llegan a demostrar que han pagado su deuda con la sociedad, o cuando por otras razones los encargados de concederlos entienden que son merecidos (por ejemplo cuando se sospecha un error judicial o se entiende que la ley penal por la que se condenó era injusta). El perdón es concedido por ello en ocasiones a personas a las que se ha acusado injustamente. No obstante, puesto que suele ser requisito para el indulto que el condenado o un tercero lo solicite, y la solicitud constituye implícitamente la aceptación de una falta, en ocasiones el ofrecimiento es rechazado. El indulto puede ser total (de toda la pena) o parcial. El indulto parcial supone la remisión de alguna o algunas de las penas impuestas o su conmutación por otras menos graves. A su vez puede ser general (se le concede a un tipo de criminales) o particular (a favor de una persona determinada).

#### En España
En España, están prohibidos los indultos generales. El indulto total comprende la remisión de todas las penas a que hubiere sido condenado el reo y que aún no hubieren sido cumplidas.

#### En Argentina
En Argentina, la Constitución Nacional incluye el indulto como una de las atribuciones del presidente, en delitos sujetos a la jurisdicción federal con excepción de los casos de acusación por la Cámara de Diputados, es decir, en caso de juicio político.

### El perdón de deudas civiles o condonación
Perdonar a un deudor una deuda de modo gratuito es equivalente a una donación, por lo que se la denomina "condonación" en ocasiones asimilable a cancelación de la deuda o desendeudamiento.

### El perdón del ofendido en los asuntos penales

#### Derecho penal vigente español sobre el perdón del ofendido
(Actualizado a julio de 2012).-  El art. 130 del Código Penal Español dispone que "la responsabilidad criminal se extingue (...) por el perdón del ofendido, cuando la Ley así lo prevea. El perdón deberá ser otorgado de forma expresa antes de que se haya dictado sentencia, a cuyo efecto el juez o tribunal sentenciador deberá oír al ofendido por el delito antes de citarla. En los delitos o faltas cometidos contra menores o incapacitados, los jueces tribunales, oído el Ministerio Fiscal, podrán rechazar la eficacia del perdón otorgado por los representantes de auéllos, ordenando la continuación del procedimiento, con intervención del Ministerio Fiscal, o el cumplimento de la condena. Para rechazar el perdón a que se refiere el párrafo anterior, el juez o tribunal deberá oír nuevamente al representante del menor o incapaz". El legislador, la regular con carácter general los efectos jurídicos del perdón en el Derecho Penal, exige que la concesión del perdón tenga lugar antes de la sentencia, pero posteriormente, al regular los delitos concretos, según veremos, prevé casos en los que se extinguen también las penas ya impuestas en sentencia. 
Art. 191 del Código Penal: "El perdón del ofendido en delitos contra la libertad sexual no extingue la acción penal ni la responsabilidad penal". El legislador de 1995 ha cambiado la concepción tradicional de perdón en los delitos sexuales, en los que el perdón del ofendido solía extinguir toda responsabilidad. El art. 201,3 del Código Penal, que sanciona el delito de descubrimiento o revelación de secretos dispone que hace falta la denuncia del ofendido para poder perseguir tal delito, y que el perdón del ofendido extinguirá la acción penal "o la pena impuesta".  El art. 215 CP. dispone que en los delitos de calumnia e injuria se exigirá querella del ofendido para posibilitar la persecución penal; y el culpable de calumnia o injuria "quedará exento de responsabilidad penal mediante el perdón de la persona ofendida por el delito o su representante legal". De conformidad con el art. 267 CP., en el delito de daños (por cuantía de más de 80.000 €) causados por imprudencia grave ( si no llegan a tal cuantía los daños imprudentes no son delito), se exige denuncia del ofendido como condición de perseguibilidad, y el perdón del ofendido extingue la "pena o la acción penal". Art.639: "El perdón del ofendido en las faltas perseguibles sólo a instancias de la persona agraviada" (que son la falta de injurias y vejaciones, y la falta de lesiones por imprudencia) extinguirá la acción penal o la pena impuesta".

## El Perdón en la política

### Leyes de punto final
Diversos países han sufrido períodos de convulsiones sociales o de opresión dictatorial durante los que se producen graves violaciones de los derechos humanos. Restablecida la situación normal, se plantea cómo proceder con los autores de crímenes generalizados en tales situaciones excepcionales. El castigo ordinario de los culpables es en ocasiones imposible, por el gran número de responsables o porque se dejaría al país sin posibilidades de recuperación; en otras ocasiones, los criminales gozan de un cierto apoyo social o entre las fuerzas armadas, o su castigo podría producir nuevas rebeliones o el resurgimiento de movimientos terroristas. Además, en otras ocasiones, el castigo podría impedir la reconciliación entre las diversas facciones de un previo conflicto civil, y el perdón podría servir para negociar el fin de movimientos terroristas. Para tales casos se dictan la llamadas "leyes de punto final", que suponen una amnistía total o parcial (por ejemplo, perdón a los que no hayan cometido "delitos de sangre"), condicionada o no, a los autores de los delitos referidos, o prevén sanciones distintas a las ordinarias para los delitos cometidos. 
Ejemplo de las anteriores, la legislación de desnazificación alemana tras la II Guerra Mundial, la "Ley de Punto Final" chilena aprobada para regular la situación posterior a la dictadura de Pinochet y las "desapariciones" (secuestros, asesinatos, rapto de menores, etc) de aquella época, la Ley de Amnistía española tras la muerte del dictador Franco (Real Decreto-ley 10/1976, de 30 de julio, sobre Amnistía, y Ley 46/1977, de 15 de octubre, de Amnistía, o la Ley sudafricana dictada tras el fin del apartheid, que exige la previa confesión de los crímenes en comisiones de reconciliación nacional como requisito para el perdón, o la legislación británica relativa al proceso de paz con el IRA. En este tipo de leyes, si bien sufre la justicia en el sentido propio, importantes consideraciones de utilidad general aconsejan renunciar a la potestad sancionadora del Estado o moderarla. La legitimidad y eficacia de estas leyes es sin embargo discutible cuando son los mismos criminales quienes estando aún en el poder las dictan, con el fin de procurarse la impunidad tras la cesión o pérdida del poder (caso chileno), lo cual ha dado lugar a alguna declaración de nulidad de tales leyes.
En Argentina, la Ley 23.492 de Punto Final estableció la paralización de los procesos judiciales contra los imputados como autores penalmente responsables de haber cometido el delito complejo de desaparición forzada de personas (que involucró detenciones ilegales, torturas y homicidios agravados o asesinatos) que tuvieron lugar durante la dictadura militar del autodenominado Proceso de Reorganización Nacional de 1976–1983. Fue presentada por los diputados Juan C. Pugliese, Carlos A. Bravo y Antonio J. Macris, y promulgada el 24 de diciembre de 1986 por el presidente Raúl Alfonsín.1 El Congreso la declaró nula en 2003. La ley dictaminaba que "se extinguirá la acción penal contra toda persona que hubiere cometido delitos vinculados a la instauración de formas violentas de acción política hasta el 10 de diciembre de 1983". Dado que sancionaba la impunidad de los militares por la desaparición de varios miles de opositores y guerrilleros de izquierda (casi 9.000 según el informe del Nunca Más de 1984 y hasta unos 30.000 de acuerdo a los organismos de Derechos Humanos), fue en su momento objeto de una viva y acalorada polémica. Solo quedaban fuera del ámbito de aplicación de la ley los casos de secuestro de recién nacidos, hijos de prisioneras políticas destinadas a desaparecer, que eran por lo general adoptados por militares, quienes les ocultaban su verdadera identidad biológica. La ley, junto con su complementaria, la de Obediencia debida, fueron anuladas por el Congreso Nacional en 2003. Esta anulación fue convalidada por la Corte Suprema de Justicia, que las declaró inconstitucionales el 14 de junio de 2005.
Las leyes de Punto Final y Obediencia Debida, junto a los indultos realizados por Carlos Menem (1989–1990), son conocidas entre sus detractores como leyes de impunidad.
El 21 de agosto de 2003 el Senado convertía en la ley la anulación de las leyes de Obediencia Debida y Punto Final, conocidas como la leyes de la impunidad o del perdón, que impedían que los responsables de delitos de lesa humanidad fueran juzgados. A 10 años de ese hecho, y luego de que la Corte declarara -el 14 de junio de 2005- la inconstitucionalidad de estas normas, se desarrollan en el país 11 juicios orales y públicos por delitos de lesa humanidad cometidos durante la dictadura cívico-militar y está previsto que comiencen otros tres procesos antes de fin de año. La decisión de anular las llamadas “leyes del perdón” o “leyes de la impunidad” fue una de las primeras políticas sobre la necesidad de Memoria, Verdad y Justicia impulsadas por el entonces presidente Néstor Kirchner.
En 2003, la entonces diputada de Izquierda Unida, Patricia Walsh, presentó en la Cámara baja un proyecto para anular estas leyes, iniciativa que fue apoyada por el presidente Kirchner. El 12 de agosto de 2003, la Cámara de Diputados, luego de un largo debate, aprobaba la ley por la que se declaran “insanablemente nulas” estas leyes. El proyecto con media sanción de Diputados pasó al Senado, que lo convirtió en ley el 21 de agosto de 2003.
La ley que anuló las “leyes del perdón y de la impunidad” fue promulgada por Kirchner el 2 de septiembre de 2003. Dos años después, el 14 de junio de 2005, en una decisión histórica, la Corte Suprema declaró inconstitucionales estas leyes, lo que permitió que cientos de represores, civiles y militares, cuyos enjuiciamientos se interrumpieron en 1986, sean juzgados.
En Sudáfrica, en una Ley de 1994, para sanar y curar las heridas del país entero durante los años del apartheid, estableció un organismo (Comisión para la Verdad y la Reconciliación), semejante a un tribunal de Derecho, cuyo objetivo era la reconciliación nacional. No se mencionaba en aquella norma la necesidad de lograr el perdón personal de las víctimas a sus verdugos, ni se expresaba principio religioso alguno, pero se proponía que unos y otros relatasen sus experiencias en sesiones de carácter público. Para los primeros se creó el Comité para las Violaciones de Derechos Humanos; para los segundos, el Comité de Amnistía, presididos por el arzobispo anglicano Desmond Tutu, y que contaban con otras figuras religiosas del país. Las audiencias, en la que los miembros de la Comisión estimulaban y alababan las peticiones y concesiones públicas de perdón,  se retransmitieron en directo por televisión y contaron con una atención completa de todos los medios de comunicación.

### Leyes de amnistía y compensación
La finalización de una dictadura precisa la creación de unas condiciones que permitan la celebración de elecciones en libertad, lo que implica la previa liberación de los presos políticos, por medio de la correspondiente legislación ad hoc.
Igualmente una vez finalizada una situación de opresión dictatorial, se plantea usualmente la cuestión de cómo compensar a las víctimas de condenas injustas impuestas por regímenes dictatoriales. Las distintas legislaciones de amnistía intentan por un lado, perdonar a los criminales cuya persecución podría perjudicar el restablecimiento de la normalidad, y por otro lado, cancelar penas, antecedentes penales u otras desventajas sufridas injustamente por personas sometidas a un régimen injusto (particularmente en relación con los llamados "delitos políticos"); así por ejemplo, en España, se extiguieron responsabilidades penales y administrativas derivadas de delitos políticos cometidos durante el franquismo, y se dictaron normas complementarias en matera de Seguridad Social, pensiones, compensaciones por situaciones injustas de prisión, etc. para compensar en parte a los perjudicados.

### Justicia restaurativa
Los enfoques de justicia restaurativa intentan reparar los daños causados por un crimen, en lugar de perjudicar al delincuente. Dentro de este enfoque se encuentran las Reuniones de Justicia Restaurativa (RJR), en las cuales el delincuente se reúne con las víctimas del crimen para discutir el delito y sus consecuencias. Durante las RJR en persona, los participantes describen su conexión con el crimen, las víctimas describen el daño que les causó, y todos los participantes hablan sobre cómo se podría reparar el daño. Se ha planteado comparar los efectos de las RJR con la justicia penal estándar.
Una revisión sistemática de diez estudios, realizados en Reino Unido, Australia y Estados Unidos, concluyó que, en comparación con la justicia penal estándar, las RJR en persona reducen la frecuencia de crímenes posteriores entre delincuentes que están dispuestos a participar en estos programas. Asimismo, las víctimas que participan en las RJR expresan niveles más altos de satisfacción en cuanto al manejo de sus casos, están menos inclinadas a querer buscar venganza, y sufren menos síntomas de estrés postraumático. Por último, las RJR parecen tener una alta eficacia en función de costos, por lo que es recomendable encontrar maneras de aumentar su aplicación.

### La "clemencia" como muestra e instrumento del poder político.

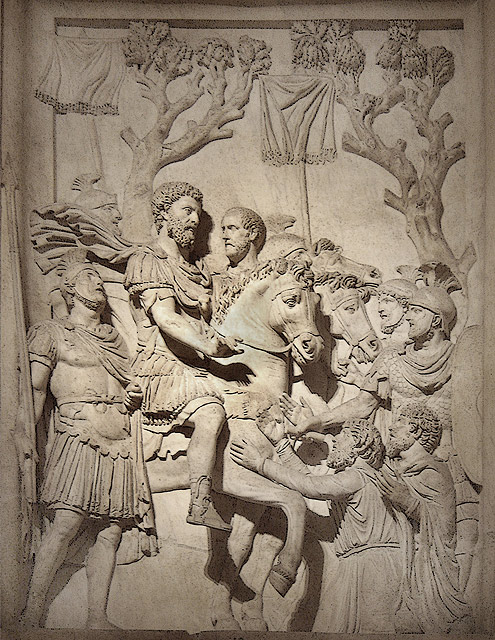
El Emperador romano Marco Aurelio mostrando clemencia ante las tribus vencidas, Museo Capitolino, Roma

La facultad de imponer sanciones penales ha sido históricamente una de las prerrogativas esenciales de los soberanos. Sin embargo, la facultad de perdonar, renunciando por tanto a hacer justicia, mostraba paradójicamente de un modo aún más patente el poder del soberano que la de hacer cumplir las leyes, pues a) no era una actividad reglada como la de sancionar, sino discrecional; y b) mostraba públicamente que el soberano "se podía permitir" tales actos de clemencia. Por ello, los actos públicos de clemencia han sido utilizados tradicionalmente para mostrar poder y ganarse el aprecio de los súbditos, con el fin político último de ayudar a los mandatarios a mantenerse en el poder.[cita requerida]

### La llamada "autocrítica" en los sistemas totalitarios
Determinados sistemas dictatoriales han utilizado históricamente las confesiones y peticiones públicas de perdón de disidentes (obtenidas por medios coactivos y previas a su castigo ejemplar y brutal) como medida de represión política. Los casos paradigmáticos son los del estalinismo y la China maoísta. Las confesiones sirven al sistema para justificar públicamente la necesidad de represión y para propagar el terror preciso para el control social, y las peticiones públicas de perdón sirven como mucho a los detenidos para evitar la pena capital.[cita requerida]